# キングシティ (オレゴン州)
キングシティ（英: King City）は、アメリカ合衆国オレゴン州のワシントン郡にある小さな市。人口は2,350人（2006年推計）。

## 概要
キングシティ市は「シニアタウン」として建設された計画都市である。1966年3月に法人化して成立した。名称はデベロッパーのトゥアラティン・ディベロプメント・カンパニー社が商業的意図で選んだ。市の法的規制により未成年者の長期滞在は禁じられており、しばしば非難を浴びている。
同州タイガード市のブルマウンテン非法人地域の併合を巡って論議を醸しているが、ブルマウンテンはキングシティの北部に隣接しており、キングシティが同地域を併合する案も出てきている。5,600人という多くの人口を有するブルマウンテンの併合が実現すれば、キングシティにとって著しい変化となると考えられている。

## 地理
キングシティは北緯45度24分4秒 西経122度48分11秒 / 北緯45.40111度 西経122.80306度に位置している。
アメリカ合衆国国勢調査局によれば、市の総面積は1.1 km2（0.4 mi2）であり、その全域が陸地である。

## 人口動態
以下は2000年国勢調査による人口統計データである。
- 人口: 1,949人
- 世帯数: 1,389世帯
- 家族数: 480家族
- 人口密度: 1,791.7人/km²（4,652.9人/mi²）
- 住居数: 1,488軒
- 住居密度: 1,367.9軒/km²（3,552.4軒/mi²）

人種別人口構成
- 白人: 98.31%
- ネイティブ・アメリカン: 0.15%
- アジア人: 0.92%
- その他の人種: 0.10%
- 混血: 0.51%
- ヒスパニック・ラテン系: 0.51%

年齢別人口構成
- 18歳未満: 0.9%
- 18-24歳: 0.5%
- 25-44歳: 3.0%
- 45-64歳: 16.7%
- 65歳以上: 78.9%
- 年齢の中央値: 76歳
- 性比（女性100人あたり男性の人口）
  - 総人口: 50.2
  - 18歳以上: 49.8

世帯と家族（対世帯数）
- 18歳未満の子供がいる: 0.6%
- 結婚・同居している夫婦: 31.4%
- 未婚・離婚・死別女性が世帯主: 2.9%
- 非家族世帯: 65.4%
- 単身世帯: 63.4%
- 65歳以上の老人1人暮らし: 55.2%
- 平均構成人数
  - 世帯: 1.40人
  - 家族: 2.09人

収入と家計
- 収入の中央値
  - 世帯: 28,617米ドル
  - 家族: 49,444米ドル
  - 性別
    - 男性: 39,917米ドル
    - 女性: 33,750米ドル
- 人口1人あたり収入: 27,536米ドル
- 貧困線以下
  - 対人口: 2.4%
  - 対家族数: 0.0%
  - 18歳未満: 0.0%
  - 65歳以上: 2.1%